# لورنزو برنوچی
لورنزو برنوچی (ایتالیایی: Lorenzo Bernucci؛ زادهٔ ۱۵ سپتامبر ۱۹۷۹) دوچرخه‌سوار اهل ایتالیا است. وی در مسابقات تور دو فرانس و جیرو دیتالیا شرکت کرده است.